# アラブ首長国連邦の首相
アラブ首長国連邦の首相（アラブしゅちょうこくれんぽうのしゅしょう）とは、アラブ首長国連邦の政府の長である。副大統領を兼任し、ドバイ首長の世襲により継ぐのが慣例となっている。

## 概要
アラブ首長国連邦の首相は、憲法上は、連邦の最高意思決定機関であり7首長国の首長で構成される連邦評議会(FSC)により選出されることになっているが、ドバイ首長のマクトゥーム家が世襲により継ぎ、副大統領を兼任するのが慣例となっている。

## 歴代の首相一覧
| 代 | 人  | 肖像          | 氏名                                                                      | 就任日         | 退任日                                                     | 大統領                                         |
| -- | --- | ------------- | ------------------------------------------------------------------------- | -------------- | ---------------------------------------------------------- | ---------------------------------------------- |
| 初 | 1   |               | マクトゥーム・ビン・ラーシド・アール・マクトゥーム مكتوم بن راشد آل مكتوم | 1971年12月9日  | 1979年4月25日                                              | ザーイド・ビン＝スルターン・アール＝ナヒヤーン |
| 2  | 2   |               | ラーシド・ビン・サイード・アール・マクトゥーム راشد بن سعيد آل مكتوم      | 1979年4月25日  | 1990年10月7日                                              | ザーイド・ビン＝スルターン・アール＝ナヒヤーン |
| 3  | (1) |               | マクトゥーム・ビン・ラーシド・アール・マクトゥーム مكتوم بن راشد آل مكتوم | 1990年10月20日 | 2004年11月2日                                              | ザーイド・ビン＝スルターン・アール＝ナヒヤーン |
| 3  | (1) | 2004年11月2日 | マクトゥーム・ビン・ラーシド・アール・マクトゥーム مكتوم بن راشد آل مكتوم | 2004年11月3日  | マクトゥーム・ビン・ラーシド・アール・マクトゥーム（代行） |                                                |
| 3  | (1) | 2004年11月3日 | マクトゥーム・ビン・ラーシド・アール・マクトゥーム مكتوم بن راشد آل مكتوم | 2006年1月4日   | ハリーファ・ビン・ザーイド・アール・ナヒヤーン             |                                                |
| 4  | 3   |               | ムハンマド・ビン・ラーシド・アール・マクトゥーム محمد بن راشد آل مكتوم    | 2006年1月5日   | ハリーファ・ビン・ザーイド・アール・ナヒヤーン             | 2022年5月13日                                  |
| 4  | 3   | 2022年5月13日 | ムハンマド・ビン・ラーシド・アール・マクトゥーム محمد بن راشد آل مكتوم    | 2022年5月14日  | ムハンマド・ビン・ラーシド・アール・マクトゥーム（代行）   |                                                |
| 4  | 3   | 2022年5月14日 | ムハンマド・ビン・ラーシド・アール・マクトゥーム محمد بن راشد آل مكتوم    | （現職）       | ムハンマド・ビン・ザーイド・アール・ナヒヤーン             |                                                |